# Оруро
Оруро је град у Боливији са 235.393 становника. Налази се између Ла Паза и Сукре на 3710 m надморске висине. 

## Географија

### Клима
Оруро се налази севено од сланих језера Уру Уру и Попо, и на три сата вожње од Ла Паза. Оруро је познат по хладном времену. Топлије време преовлађује током августа и септембра. Од маја до јула температуре се ноћу могу спустити до -20 °C. Доста има падавина у периоду од новембра до марта.
По Кепеновој класификацији климата Оруро карактерише Хладна степска клима.
| Клима Oruro              | Клима Oruro | Клима Oruro | Клима Oruro | Клима Oruro | Клима Oruro | Клима Oruro | Клима Oruro | Клима Oruro | Клима Oruro | Клима Oruro | Клима Oruro | Клима Oruro | Клима Oruro |
| Показатељ \ Месец        | .Јан.       | .Феб.       | .Мар.       | .Апр.       | .Мај.       | .Јун.       | .Јул.       | .Авг.       | .Сеп.       | .Окт.       | .Нов.       | .Дец.       | .Год.       |
| ------------------------ | ----------- | ----------- | ----------- | ----------- | ----------- | ----------- | ----------- | ----------- | ----------- | ----------- | ----------- | ----------- | ----------- |
| Максимум, °C (°F)        | 16 (61)     | 15 (59)     | 16 (61)     | 16 (61)     | 16 (61)     | 15 (59)     | 15 (59)     | 16 (61)     | 17 (63)     | 19 (66)     | 19 (66)     | 17 (63)     | 16,4 (61,7) |
| Минимум, °C (°F)         | 3 (37)      | 2 (36)      | 2 (36)      | 0 (32)      | −3 (27)     | −6 (21)     | −5 (23)     | −4 (25)     | −1 (30)     | 0 (32)      | 2 (36)      | 3 (37)      | −0,6 (31)   |
| Количина падавинаmm (in) | 94 (3,7)    | 84 (3,3)    | 51 (2,0)    | 15 (0,6)    | 5 (0,2)     | 3 (0,1)     | 3 (0,1)     | 10 (0,4)    | 15 (0,6)    | 15 (0,6)    | 33 (1,3)    | 64 (2,5)    | 392 (15,4)  |
| Извор: Weatherbase       |             |             |             |             |             |             |             |             |             |             |             |             |             |

## Историја
Град је основао Дон Мануел Кастро де Падила, 1. новембра 1606. Назив је био Реал Вила де Сан Фелипе де Аустрија. једно време је град био напуштен када су се истрошили рудници сребра. Назив Оруро је добио по племену Уру-уру.

## Становништво
| 1976.   | 1992.   | 2001.   | 2012.   |
| ------- | ------- | ------- | ------- |
| 124.091 | 183.422 | 201.230 | 264.683 |